# Васан (идол)
Васан (араб. وَثَن‎) — в исламе: идолы, одно из основных обозначений языческих объектов поклонения в доисламской Аравии. Некоторые идолы упоминались в коранических аятах 19-23 суры Наджм, 22-23 суры Нух и 123—126 суры Ас-Саффат. Всего в Коране упоминаются имена 9 древнеарабских божеств. К идолам применялись также термины нусуб (мн. ч. ансаб) и санам (мн. ч. аснам).

## История
Ансаб («неотесанные камни») — надгробные и разграничительные камни священной территории святилища, а также камни, на которые проливали кровь жертв, посвященных идолам. Древние арабы могли почитать такой камень как божество, но он редко становился постоянным объектом поклонения, так как на каждой стоянке кочевники выбирали себе в качестве божества новый камень.
В середине IV века в оседлой среде Аравии под воздействием в основном набатейцев и сиро-палестинских народов нусуб трансформировался в скульптурное изображение божества (санам или васан). Семантический анализ показывает, что слово санам имеет арамейское происхождение, а слово васан — эфиопское. Разница между значениями этих двух терминов практически нет. Ибн аль-Калби определял санам как идола, сделанного из дерева и металла, а васан — как каменную скульптуру. Однако в доисламской поэзии, Коране и сборниках хадисов термины васан и санам взаимозаменяемы.
В доисламской Аравии существовало множество племенных божеств, к которым представители разных племен совершали паломничество. Считалось, что божество связано со своим почитателем отношениями покровительства (вала), причем божество также нуждалось в помощи. Считалось, что оскорбление языческого божества чревато тем, что оскорбивший мог заболеть проказой или сумасшествием. Ритуальная сторона культа заключалась в основном в жертвоприношении, обходе вокруг идола, гадании перед ним. В 35 аяте суры аль-Анфаль говорится о ритуальном свисте и хлопанье в ладоши.
Культ идолов обслуживали специальные лица, функции которых часто передавались по наследству. Самым крупным святилищем в доисламской Аравии была Кааба, рядом с которой было сосредоточено большое количество идолов. Каждое из арабских племён ставило своего родового идола, и временами число таких идолов доходило до 360. Согласно преданию, среди арабов существовала традиция приносить жертву в равных долях в виде зернового хлеба и молодых верблюдов Всевышнему Аллаху, который сохранился в сознании арабов в качестве Творца всего сущего, и племенному божку. И если вдруг доля, причитавшаяся Аллаху, оказывалась по качеству лучшей, чем у языческого божка, то она «отбиралась» у Аллаха и передавалась идолу. Накануне возникновения ислама наиболее популярными были божества Аллат, аль-Узза, Манат и Хубал, который был главным божеством мекканского святилища.
На рубеже VI—VII веков аравийские языческие культы переживали кризис, который выразился в резком падении престижа языческих божеств. Появившиеся представления о некоем могущественном верховном божестве способствовали распространению в Аравии иудаизма и христианства. Это привело к появлению местного неопределенного единобожия (ханифия), которое генетически предшествовало исламу. В исламе сохранён ряд аравийских языческих ритуалов (манасик), прежде всего связанных с хаджем и почитанием так называемого Чёрного камня.

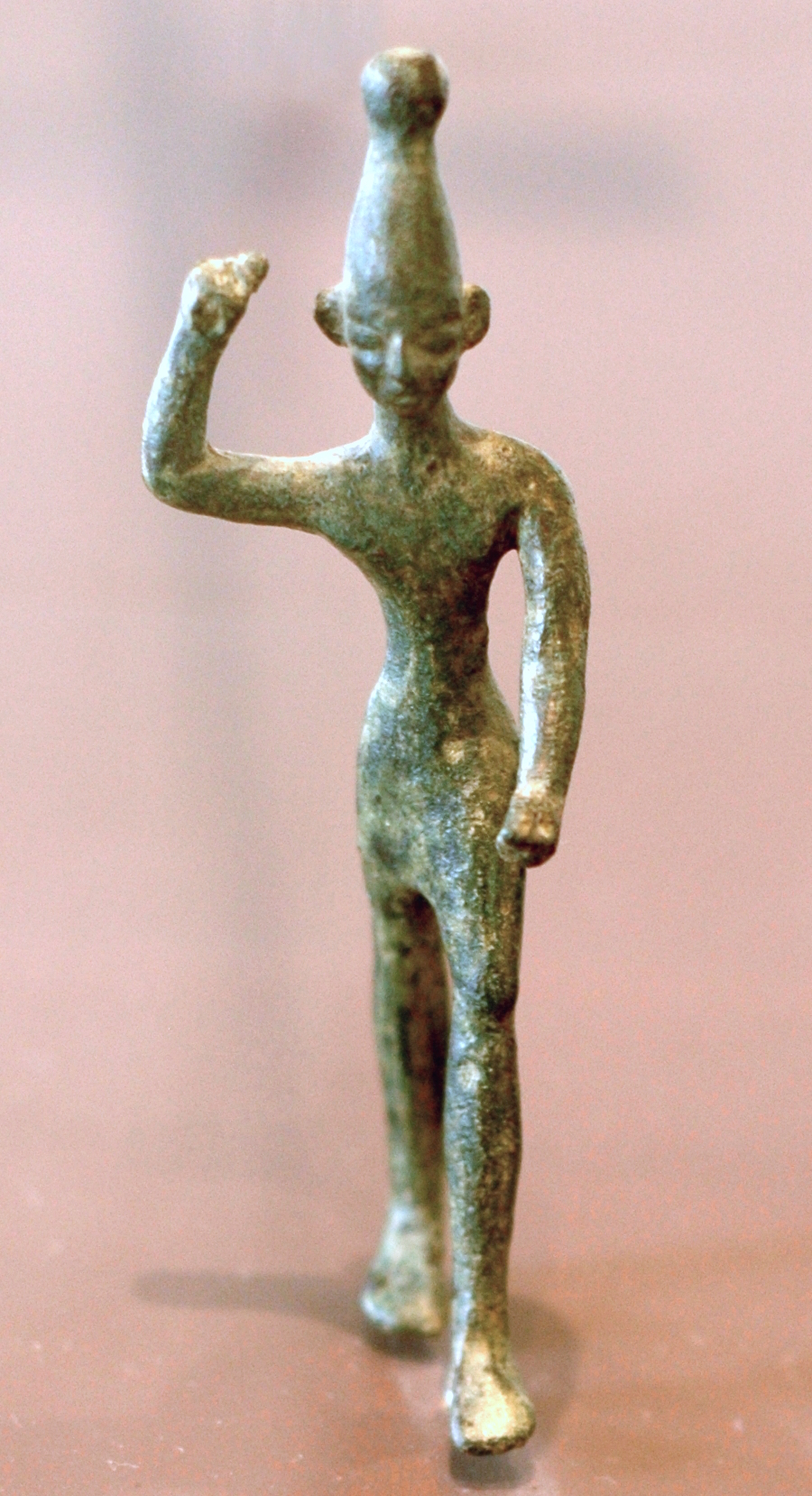
Баал

## Идолы

### Баал
Баал, Ба’ал (араб. بعل‎) — известное у древних западных семитов божество, почитавшееся также в ассиро-вавилонской этнокультуре, в Финикии, Ханаане, Сирии и т. д.. Баал был богом-громовержцем, богом войны, плодородия, неба, солнца и прочего. Упоминается в Коране в суре Ас-Саффат как божество, которому народ пророка Ильяса поклонялся вместо Аллаха.

И, воистину, Илйас был одним из посланников, когда он сказал своему народу: "Неужели вы не боитесь [Аллаха]? Неужели вы взываете к Ба'алу и отворачиваетесь от лучшего из творцов, Аллаха, Господа вашего, Господа ваших праотцев?"
—  37:123-126 (Османов)

### Мекканские божества
В суре Наджм перечисляются имена божеств, которые, по мнению мекканских многобожников, были дочерьми Аллаха (Аль-Лат, ал-Узза и Манат).

 Видели ли вы ал-Лат, ал-'Уззу и еще эту третью — Манат? Неужели у вас [дети] — мужского пола, а у Него — женского? Ведь подобное деление [детей] было бы несправедливым. Они (т. е. божества) — всего лишь имена, которыми нарекли их вы и ваши отцы, и Аллах не ниспослал насчет них никакого доказательства. Они следуют только догадкам и тому, чего жаждут их души. А ведь к ним пришло наставление на прямой путь от их Господа. 
—  53:19-23 (Османов)

#### Аллат

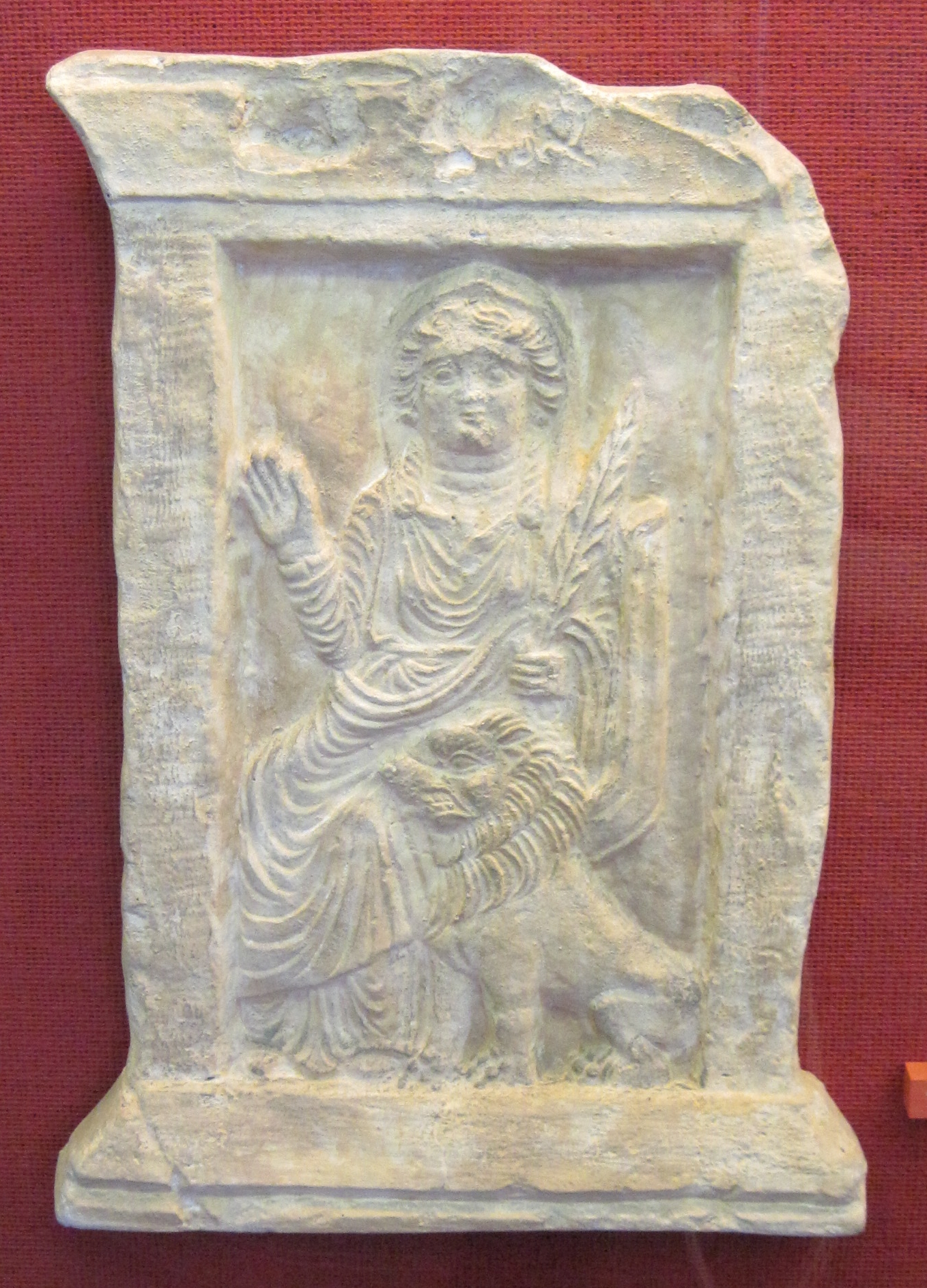
Аль-Лат

Аллат, Аль-Лат, Алилат, Лат, Илат (араб. اللات‎ — известная богиня, эта богиня, богиня по преимуществу) — древнеарабская богиня неба и дождя. У арабов Центральной Аравии Аль-Лат — дочь Аллаха, сестра Манат и аль-Уззы, а на юге Центральной Аравии — дочь аль-Уззы. Изображения Аллат были выполнены в виде богини-воительницы в шлеме и с копьём в правой руке. В городе ат-Таиф Аллат была богиней-покровительницей, там же находилась её священная территория с храмом и идолом (белый гранитный камень). Упоминается в Коране наряду с Манат и аль-Уззой.
Ибн Джарир ат-Табари относительно этого писал: «Язычники дали этому идолу имя, произошедшее от имени Аллаха, они назвали его ал-Лат, подразумевая под этим божество женского рода. Всевышний Аллах бесконечно превыше того, что они говорили». Далее в своем толковании Корана он писал, что Катада, Ибн Аббас, Муджахид ибн Джабр и Ибн Зейд говорили о происхождении идола, что ал-Латтом называли человека, который готовил кашу для паломников («замешивал кашу с маслом и кормил ей паломников у Каабы»), а после его смерти люди принялись поклоняться его могиле, это же рассказывает и Ибн Хишам И это описание сходится с тем, что «ал-Лат» по-арабски означает «толочь», «замешивать».

#### аль-Узза
аль-Узза (араб. العزى‎ — всемогущая) — богиня планеты Венера. Известна на Синае, в государствах Набатея, Лихьян под именем Хан-Уззай. Известна также y самудских арабов, арабов Южной Аравии и в Ираке. К V—VI вв. Аль-Узза заняла положение одного из верховных божеств Аравии, в частности, у арабов центральной Аравии (Мекка) она вместе с богинями Аль-Лат и Манат входила в триаду богинь-дочерей Аллаха. На юге центральной Аравии аль-Узза выступает в качестве супруги Аллаха, матери аль-Лат и Манат. В области Нахла, к северу от Мекки, находилось одно из святилищ аль-Уззы. Упоминается в Коране в суре Ан-Наджм. Встречается в домусульманской ономастике (см. Абд аль-Узза).

#### Манат
Манат (араб. مناة‎ — судьба, рок, смертный рок) — богиня судьбы и возмездия, почитавшаяся во всей Северной и Центральной Аравии. Манат — богиня подземного царства и хранительница могильного покоя, у арабов-язычников Центральной Аравии она считалась старшей дочерью Аллаха, сестрой Аллат и Уззы, а на юге Центральной Аравии Манат была дочерью аль-Уззы. Статуэтки Манат служили домашними божками для древнеарабских язычников. Возможно, была покровительницей и владыкой Медины. Упоминается в 20 аяте суры ан-Наджм.

### Божества народа Нуха
В 22 и 23 аятах суры Нух перечисляются имена пяти древних божеств, которым поклонялся народ Нуха (Ноя).

И они замыслили великий заговор и сказали: “Не отрекайтесь от ваших богов: Вадда, Сувы, Йагуса, Йаука и Насра”.
—  71:22-23 (Османов)

#### Вадд
Вадд (араб. ود‎) — имя одного из божеств древнеарабской мифологии. В святилище оазиса Думат были собраны изваяния разных древнеарабских богов, среди них была и гигантская статуя божества Вадда в виде человека с мечом, копьём, луком и колчаном стрел. Вадда упоминается в Коране в суре Нух как один из богов, которым поклонялся народ Нуха.

#### Сува
Сува (араб. سواع‎) — имя одного из божеств древнеарабской мифологии. Упоминается в Коране как божество, которому поклонялся народ пророка Нуха (Ноя).

#### Ягус
Ягус (араб. يغوث‎) — имя одного из божеств древнеарабской мифологии. Упоминается в суре Нух Корана. В древнеарабской мифологии Йагус был богом-предком, покровителем страны племён мурад и мазхидж. Эти племена воевали между собой за владение идолом, который представлял собой фигуру льва и, по мнению некоторых комментаторов Корана, был обожествлённым древним героем.

#### Яук
Яук (араб. يعوق‎) — имя одного из божеств, которому поклонялся народ Нуха. Упоминается в Коране в суре Нух. Идол Йаука изображал лошадь. Некоторые комментаторы Корана считали Йаука, так же как Йагуса, обожествлённым древним героем.

#### Наср
Наср (араб. نسر‎ — орёл) — имя одного из божеств древнеарабской мифологии, почитавшегося в государствах Саба и Катабан. Наср являлся богом-предком, покровителем и владыкой оазиса Джуба, который находился к югу от столицы Сабы Мариба. Изображения Насра выполнены в виде орла. Он также упоминается в Коране как божество, которому поклонялся народ пророка Нуха (Ноя).